# Securidaca yaoshanensis
Securidaca yaoshanensis là một loài thực vật có hoa trong họ Polygalaceae. Loài này được K.S. Hao miêu tả khoa học đầu tiên năm 1936.